# 旧海关广场

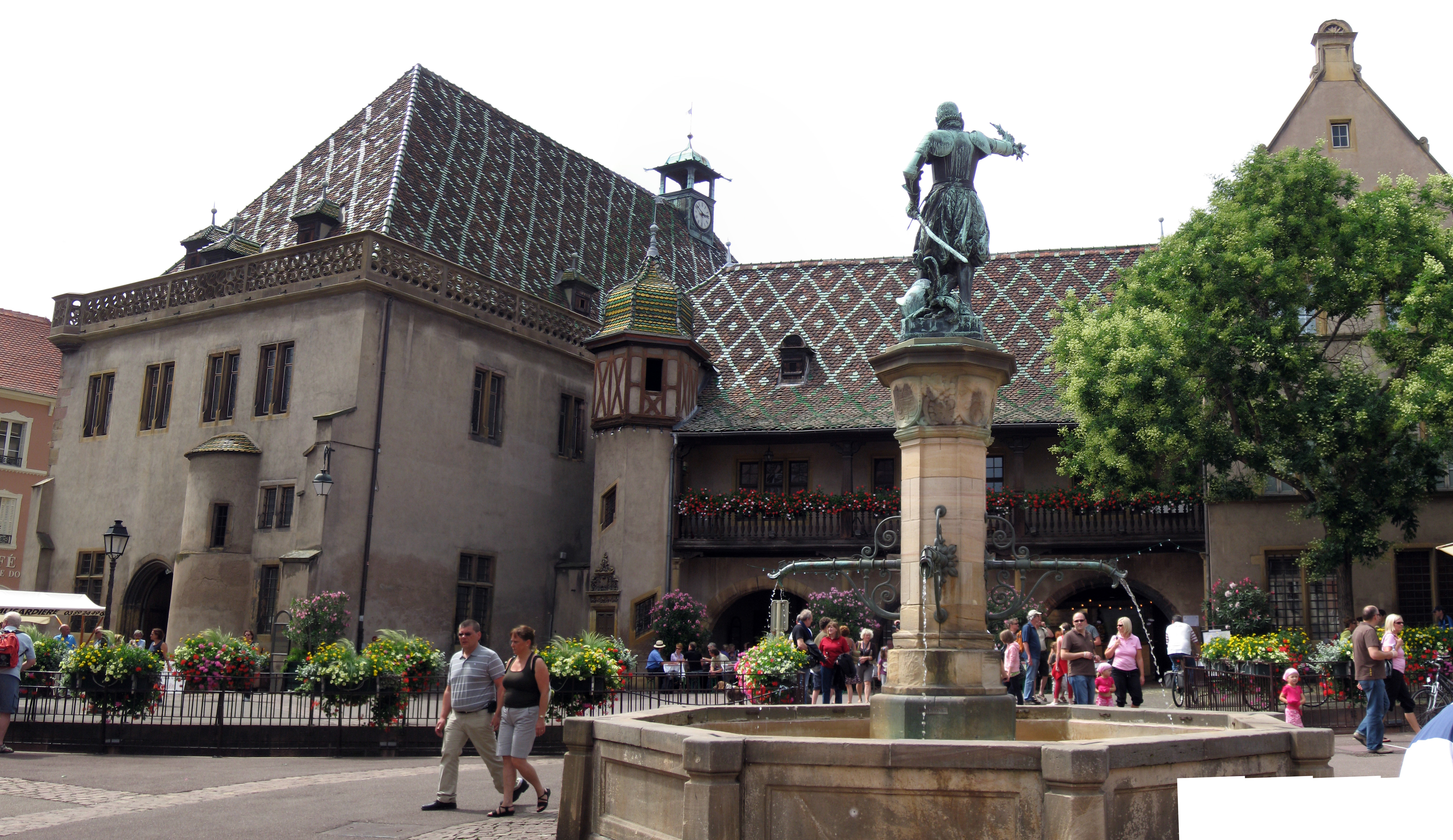

旧海关广场（法语：Place de l'Ancienne-Douane）是法国阿尔萨斯上莱茵省科尔马的一个广场，位于科尔马的中区，可经由大街（Grand-Rue）、制革厂街（Rue des Tanneurs）、特里皮耶街（rue des Tripiers）、小制革厂街（petite rue des Tanneurs）进入广场。这个广场没有公共汽车服务。

## 名称
这个广场的名字来源于15世纪的旧海关（Koïfhus）。

## 建筑
广场上有以下非凡的建筑；
- 旧海关（Koïfhus）
- 施文迪喷泉（Fontaine Schwendi）,1898年[3]

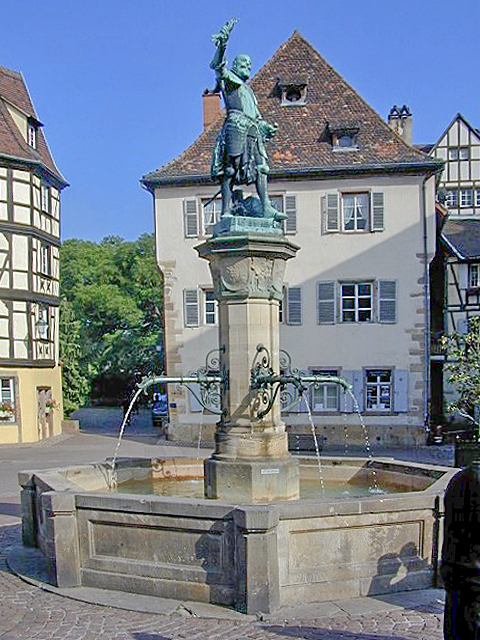
施文迪喷泉
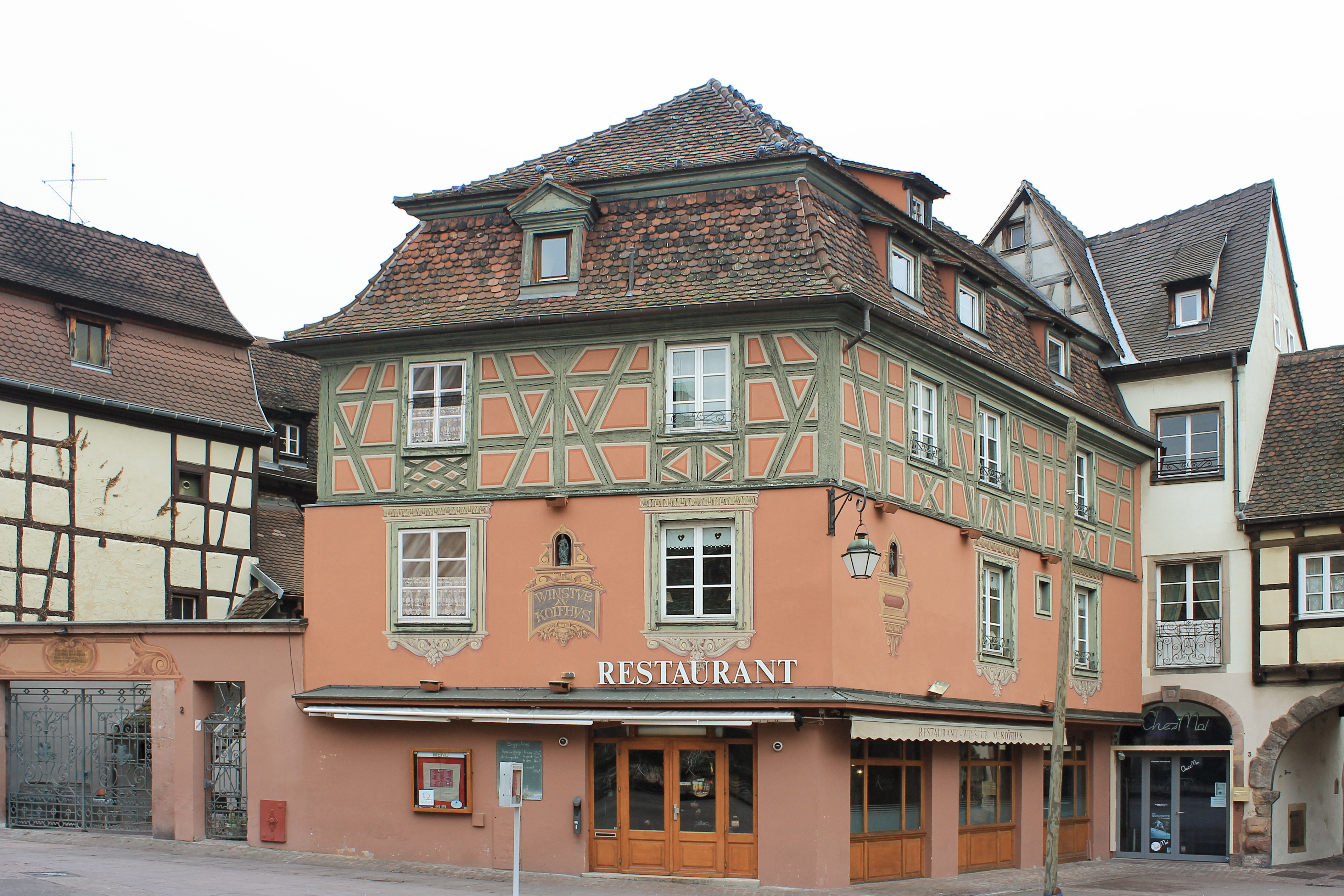
2号餐厅